# Visitation
Visitation (von lateinisch visitatio ‚Sehen, Besichtigung, Besuch‘) heißt in vielen Gerichts-, Kirchen- und Ordensverfassungen der Besuch eines Oberen mit Aufsichtsbefugnis zum Zweck der Bestandsaufnahme und Normenkontrolle.
In England und Wales findet sich die Funktion auch im weltlichen Bereich. So werden Krankenhäuser, Universitäten und Colleges (so es sich um alte Gründungen handelt) von einem Visitor beaufsichtigt. In historischen deutschen Territorien findet sich der Begriff Landesvisitation als Bezeichnung für eine Bestandsaufnahme oder Besichtigung des Landes durch Amtsträger, amtliche Organe oder seinen Herrscher.

## Römisch-katholische Kirche
In der römisch-katholischen Kirche gibt es zwei Arten von Visitatoren, nämlich ordentliche beziehungsweise permanente und außerordentliche Visitatoren. Katholische Pfarrgemeinden werden vom Ortsbischof oder seinem Weihbischof visitiert. Die meisten Ordensgemeinschaften haben Regional- und Generalobere mit Visitationsvollmacht.
Der Papst kann einen sogenannten apostolischen Visitator entsenden, um Vorfälle zu untersuchen, die sich gegen die kirchliche Ordnung richten könnten. 

### Permanente apostolische Visitatoren
Daneben gibt es permanente apostolische und kanonische Visitatoren, die einen bischofsähnlichen Rang einnehmen. Diese wurden bisher für die seelsorgliche Betreuung von Gläubigen in Staaten eingesetzt, in denen einem Bischof die Tätigkeit vor Ort versagt wurde. Außerdem wurden apostolische Visitatoren in den ehemaligen Ostblockstaaten anstelle eines Ortsordinarius eingesetzt, um Konflikte mit den orthodoxen Kirchen zu vermeiden. Die orthodoxen Kirchen beanspruchen nämlich immer das gesamte Gebiet eines Staates als kanonisches Territorium.
Teilweise gibt es auch permanente apostolische Visitatoren für die Gemeinden der autonomen katholischen Ostkirchen, außerhalb ihres ursprünglichen Verbreitungsgebietes. So ist z. B. der indische Bischof Thomas Naickamparampil seit 2010 ordentlicher Visitator der zerstreut lebenden syro-malankarisch-katholischen Gläubigen in Europa und Kanada.

### Visitatoren für die Katholiken aus den ehemaligen deutschen Ostgebieten
Ähnliches gilt für die deutschen apostolischen Visitatoren, deren Aufgabe die Koordinierung der Seelsorge an den Vertriebenen aus den ehemaligen deutschen Ostgebieten ist. Sie waren bis 1998 Mitglieder der Deutschen Bischofskonferenz. So gab es den Visitator Breslau, den Visitator Ermland, den Großdechanten und Visitator Grafschaft Glatz und den Visitator Schneidemühl. Außerdem gab es einen Apostolischen Visitator für die Danziger Katholiken in der Bundesrepublik. Im Jahr 2012 wurden die Visitaturen Breslau, Branitz und Glatz zu einer Visitatur für alle Gläubigen aus Schlesien. Der Visitator wird seitdem von der Deutschen Bischofskonferenz durch den zuständigen Vertriebenenbischof als Beauftragter eingesetzt und nicht mehr vom Papst ernannt, insofern entfällt hier der Titelzusatz „apostolisch“.

## Evangelische Kirchen
In den evangelischen Kirchen ist die Visitation als ein regelmäßiges Mittel der Kirchenleitung in Gebrauch. Erst durch die Trennung von Kirche und Staat 1919 wurde die Visitation in den evangelischen Landeskirchen in Deutschland eine innerkirchliche Angelegenheit – seit der Reformation hatten die Landesherren die Aufsicht über die Kirchen und damit auch die Visitation ausgeübt. Dabei haben konfessionell geprägte Modelle unterschiedlichen Einfluss gewonnen.
In der Geschichte der Kirchen war die Visitation das wichtigste und effektivste Werkzeug zur Durchführung der Reformation im 16. Jahrhundert. Nur so konnte jeder einzelne Ortspfarrer überprüft werden, ob er der neuen „evangelischen“ Lehre entsprach und den gewandelten Anforderungen an das Pfarramt gewachsen war. Philipp Melanchthon verfasste 1527/1528 – von Martin Luther gestützt – seinen Vorschlag für eine Visitationsordnung, also noch bevor eine offiziell anerkannte Bekenntnisschrift oder Kirchenordnung vorhanden war. Entsprechend ihrer damaligen Bedeutung war die Visitation regelmäßig, zum Beispiel in den Preußischen Artikeln von 1540 sogar im jährlichen Turnus vorgesehen. Im Zuge des Reformationsjubiläums haben Staatsarchive eine Zusammenstellung gefertigt der Jahre der ersten Visitationen nach dem Beginn der Reformation in Hessen, Sachsen, Sachsen-Anhalt und Thüringen mit der Angabe des Archivs, in dem das Original aufbewahrt wird. Insbesondere im 19. Jahrhundert, aber auch danach, wurden zahlreiche Protokolle von Kirchenvisitationen als Buch veröffentlicht.
Während in evangelisch-lutherischen Kirchen mit der Visitation die Aufsicht des Bischofs ausgeübt wird, können reformierte Gemeinden gemäß dem synodalen Prinzip auch von „nachbarschaftlichem Besuch“ sprechen. Zahlreiche Zwischenformen existieren in den Kirchenordnungen der Landeskirchen und konfessionellen Bünde (VELKD, Arnoldshainer Konferenz). Gemeinsam ist allen, dass die Visitation entsprechend den verschiedenen kirchenleitenden Ebenen gestaffelt wird. Kirchengemeinden werden von den Verantwortlichen der nächsthöheren Ebene (Kirchenkreis, Kirchenbezirk, Dekanat u. Ä.) visitiert – sei es durch Superintendent(in), Dekan(in) bzw. Propst/Pröpstin oder durch Visitationskommissionen aus Haupt- und Ehrenamtlichen unter Vorsitz der vorgenannten Amtsinhaber. Mit einem Rhythmus von 6 bis 8 Jahren ist die Visitation im Leben der Gemeinden fest verankert.
In der Praxis ist die gottesdienstliche Versammlung der Gemeinde Höhepunkt einer Visitation, die in der Besuchsphase oft eine Woche dauert. Dazu finden üblicherweise Aussprachen, Besuche von Einrichtungen sowie eine Verwaltungsprüfung statt. Zum ursprünglichen Gedanken der Aufsicht ist inzwischen in den heutigen Visitationsordnungen auch der Kontakt zur Gemeinde und deren Beratung hinzugekommen. Über die ordnungsgemäße Verkündigung, Lebens- und Amtsführung von Pfarrern und anderen kirchlichen Mitarbeitern sowie ein intaktes Gemeindeleben hinaus wird nun auch nach Visionen und Zielen der Gemeindeglieder gefragt. Über Berichte, Protokolle und Statistiken hinaus werden Umfragen und gemeinwesenorientierte Methoden wie beispielsweise die Zukunftswerkstatt eingesetzt.

## Anglikanische Kirche
Wie in der römisch-katholischen Kirche sind die Bischöfe auch bei der anglikanischen Kirche für Visitation zuständig.

## Deutsche Rentenversicherung Bund
Bei einer Visitation besuchen zwei Mitarbeiter der Deutschen Rentenversicherung Bund, ein Arzt und ein Mitarbeiter der Verwaltung, eine Rehabilitationseinrichtung, um sich vor Ort über die Qualität des Rehabilitationsangebotes dieser Einrichtung zu informieren. Sie besichtigen die Einrichtung und führen Gespräche mit den leitenden Mitarbeitern, mit therapeutischen Mitarbeitern und mit den Patienten. Ziel einer Visitation ist, sich durch direkte persönliche Anschauung einen unmittelbaren Eindruck von der Qualität der medizinischen Rehabilitation zu verschaffen und die Rehabilitationseinrichtungen bei der qualitativen Weiterentwicklung zu beraten und zu unterstützen. Das Ergebnis einer Visitation wird in einem standardisierten Dokumentationsbogen festgehalten.

## Rechtswesen
Am Reichskammergericht des Heiligen Römischen Reiches gab es seit dessen Gründung das Instrument der Reichskammergerichtsvisitation. Diese sollten an jedem 1. Mai eines Jahres beginnen und die Arbeit und auftretende Probleme evaluieren. Die sogenannten ordentlichen Visitationen fanden nur bis 1588 statt. Die letzte große außerordentliche Visitation fand zwischen 1767 und 1776 in Wetzlar statt.

## Schulwesen
Solange das Schulwesen unter der Aufsicht geistlicher Instanzen stand, gehörte zur Visitation auch der gesamte Schulbereich. Bei einer staatlichen Schulaufsicht wird eine dienstaufsichtliche Begutachtung einer Schule auch als Visitation bezeichnet.